# Robert Markuš
Robert Markuš (Serbisch: Роберт Маркуш; * 7. Oktober 1983 in Bačka Topola) ist ein serbischer Schach-Großmeister (seit 2004).

## Leben
Er wurde als 15-Jähriger Zweiter hinter Blažimir Kovačević bei dem IM-Turnier der First Saturday Turniere im Mai 1999.
Für die serbische Nationalmannschaft spielte er bei den Schacholympiaden 2004, 2006, 2010, 2012, 2014 und 2016 sowie den Mannschaftseuropameisterschaften 2005, 2007, 2009, 2015 und 2017.
Im November 2018 belegt er Platz zwei der serbischen Rangliste.
Er ist in Serbien Mitglied des Novi Sad Chess Clubs, spielte aber früher für den BSK Gambit. In Österreich war er von 2005 bis 2011 bei Styria Graz gemeldet, kam aber nur in den Spielzeiten 2005/06 (in welcher er österreichischer Mannschaftsmeister wurde) und 2006/07 zum Einsatz. In der Saison 2012/13 wurde Robert Markuš mit Sparkasse Jenbach österreichischer Mannschaftsmeister. In Kroatien spielt er für den Šk Liburnija Rijeka. In Ungarn spielte er von 1999 bis 2007 für Statisztika PSC und seit 2007 für den Aquaprofit Nagykanizsai Tungsram Sakk-Klub, mit dem er 2009, 2010, 2011, 2012, 2013, 2014, 2015, 2016, 2017, 2018, 2019 und 2020 ungarischer Mannschaftsmeister wurde. In der deutschen Schachbundesliga spielt er seit der Saison 2014/15 für den SC Hansa Dortmund. In der bosnischen Premijer Liga spielte er von 2003 bis 2006 für den ŠK Panteri Bijeljina, 2008 und 2009 für den ŠK Slavija Istočno Sarajevo und 2012 für den ŠK Bosna Sarajevo. In der niederländischen Meesterklasse spielte Markuš in der Saison 2015/16 für Charlois Europoort.
Am European Club Cup nahm Markuš 2015 mit SS Gambit Skopje und 2016 mit VŠK Sveti Nikolaj Srpski Valjevo teil.
Er ist mit der Schachspielerin Ana Srebrnič verheiratet.
| Die zur Anzeige dieser Grafik verwendete Erweiterung wurde dauerhaft deaktiviert. Wir arbeiten aktuell daran, diese und weitere betroffene Grafiken auf ein neues Format umzustellen. (Mehr dazu) |